# Sciapus mexicanus
Sciapus mexicanus är en tvåvingeart som först beskrevs av Aldrich 1901.  Sciapus mexicanus ingår i släktet Sciapus och familjen styltflugor. Inga underarter finns listade i Catalogue of Life.